# Mazibora

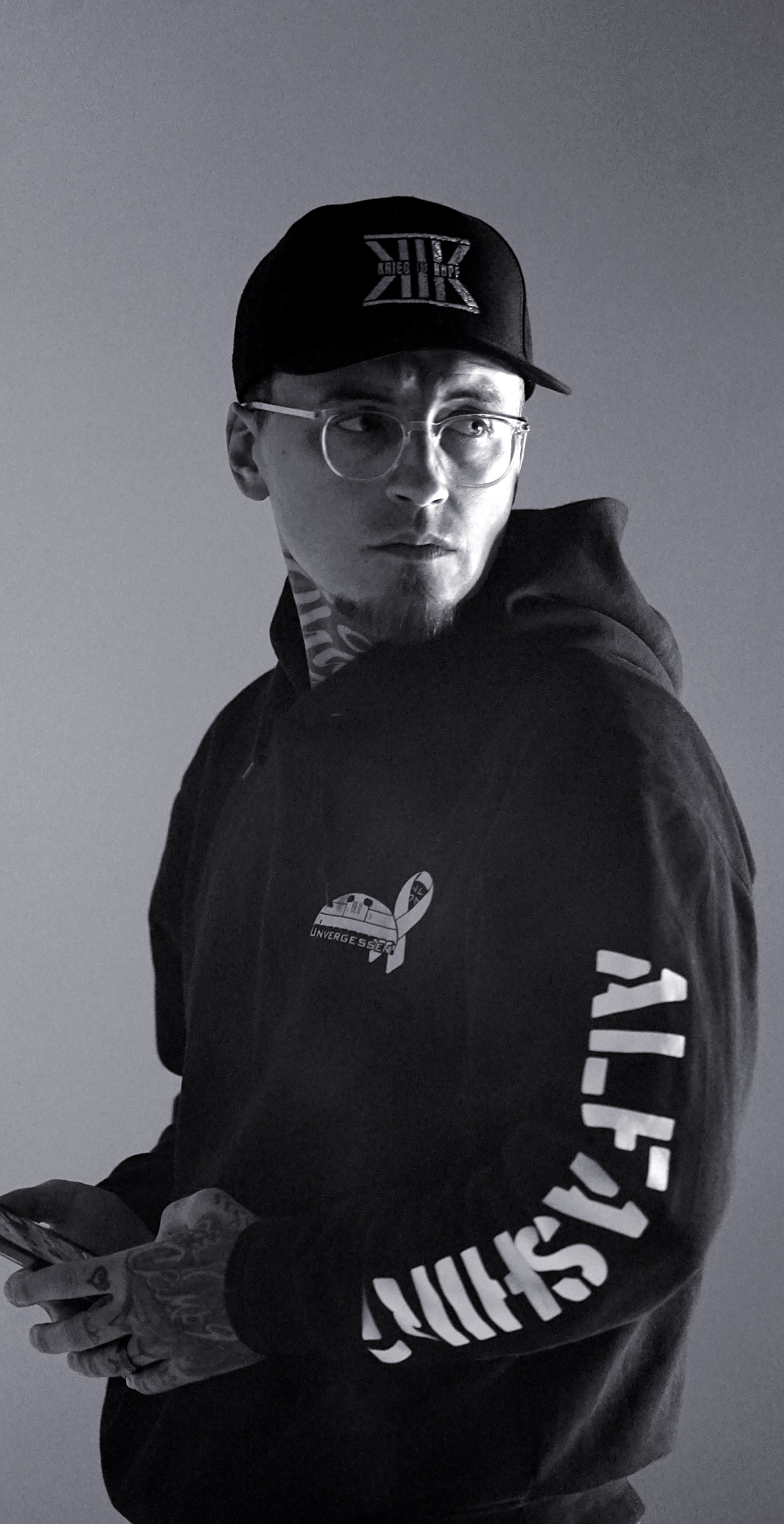

Mazibora (* 9. Mai 1990 in Makinsk, Kasachstan; bürgerlich Stipan Mazibora, Stephan Kremer) ist ein deutscher Songwriter und Musikproduzent. Er ist vor allem im Genre Deutschrap aktiv und engagiert sich mit seinem Projekt „Krieg im Kopf“ für (Einsatz-)Veteranen und Einsatzkräfte. Er setzt sich für eine stärkere Anerkennung und bessere Versorgung bei Einsatzschädigungen ein.
Er versucht mittels seiner Musik das Verständnis für psychische Erkrankungen zu verbessern.
Mazibora ist die Kunstfigur mittels derer Stephan Kremer auf die Auswirkungen von Posttraumatischen Belastungsstörungen und generell psychischen Erkrankungen aufmerksam macht.

## Leben
Mazibora stammt aus Lüdenscheid. Er wuchs mit 3 Geschwistern bei seinen Eltern auf, ist verheiratet und hat zwei Kinder.
2009 trat er in die Bundeswehr ein und absolvierte seine Ausbildung bei den Panzergrenadieren in Augustdorf zum Scharfschützen. 
Mit 20 Jahren ging es für ihn 2011 nach Afghanistan in den Einsatz. 2013 endete seine Dienstzeit und er schied zunächst im Dienstgrad Hauptgefreiter aus.
Von 2013 bis 2014 studierte er Filmcutter an der DeutschePOP Akademie in Köln.
Von 2015 bis 2018 absolvierte er eine Ausbildung zum Maurer.
2019 erfolgte die Diagnose Posttraumatische Belastungsstörung (PTBS). Aktuell ist er in Behandlung befindlich.
Seine Geschichte ist im Buchband 'Deutschlands Veteranen' von Marcel Bohnert und Julia Egleder beschrieben, das als Standardwerk der deutschen Veteranenliteratur gilt.

## Musik
Er kam früh als Kind mit Hip-Hop in Berührung und die Musik begleitete ihn durch seine Jugendzeit. Mazibora war Teil mehrerer kleiner Crews und schließlich entstand 2012 das Musiklabel „Kein Limit Music“. Darüber wurde das Streetalbum „Salutier Tape“ veröffentlicht sowie ein Label-Sampler „Area 58“. 2015 löste sich das Label aufgrund der unterschiedlichen Werdegänge der Beteiligten auf.
Dies bedeutete auch für Mazibora zunächst den Rückzug aus der Musik, um sich beruflich anderweitig zu orientieren.
Im Juni 2019 entdeckte Mazibora die Musik wieder für sich, um seine Gedanken in Songtexte umzuformen. Er nutzte das Songwriting als therapeutisches Mittel, um die mit der PTBS einhergehenden Suizidgedanken zu verarbeiten.
So entstand der Song „Tage des Donners“, der mit der Veröffentlichung im August 2022 den Startschuss seines aktuellen musikalischen Wirkens markiert und für Aufmerksamkeit in der Veteranenszene sorgte. Der Song ist zudem ein Tribut an sein musikalisches Vorbild Chakuza.
Im Sommer 2022 gründete Mazibora sein Projekt „Krieg im Kopf“ um seinen Songs, Ideen und Anliegen einen übergeordneten Rahmen zu geben und anderen Betroffenen die Möglichkeit sich einzubringen.

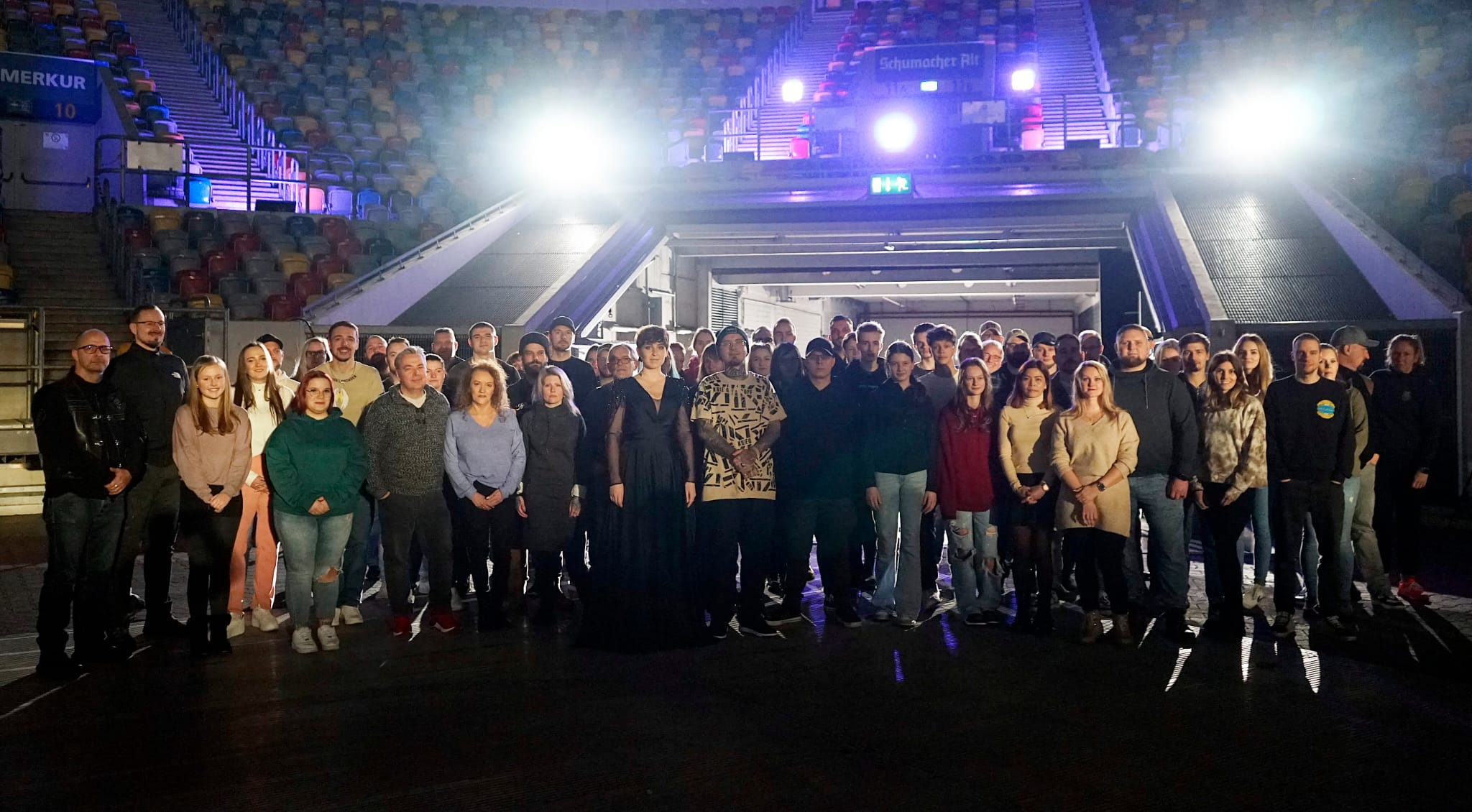

Erkennbar wird dies im darauf folgenden Song „PTBS“ (mit musikalischer Unterstützung von Emily Manera), in dem klare Statements und eine deutliche Botschaft gesetzt werden.

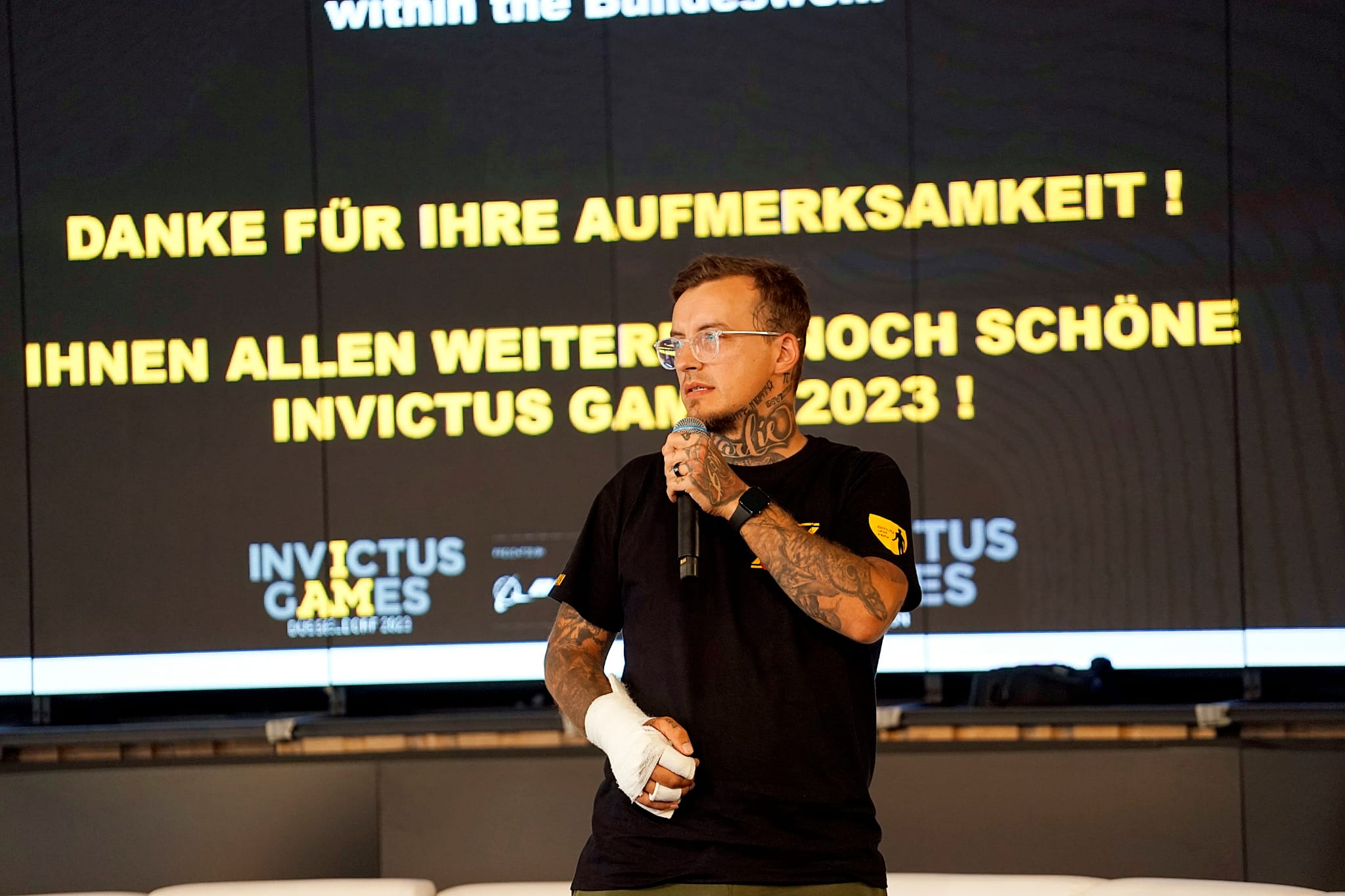

Den nächsten Meilenstein markiert der Song Invictus, den Mazibora bei den Invictus Games 2023 in Düsseldorf live performte. Im Musikvideo sind zahlreiche Veteranen zu sehen, die gemeinsam auf Themen wie körperliche und psychische Schädigungen aufmerksam machen.
Ursprünglich sollte eine Songreihe produziert werden, allerdings kam es seitens der Veranstalter zu vertragswidrigen Handlungen und es konnte lediglich der Song „Invictus“ produziert werden.
Am 15. Juni 2025 eröffnete er mit zwei Songs die Zentralveranstaltung zum ersten Nationalen Veteranentag am Bundestag in Berlin.

## Stil
Vorbilder für Maziboras Musik und Tätigkeit sind vornehmlich Bruce Lee, Jackie Chan, Eminem und Luciano Pavarotti.
Die Themen seiner Texte sind maßgeblich die Auswirkungen von PTBS und der Umgang damit, Depression und weitere psychischen Erkrankungen, aber auch Tod, Verwundung oder Missbrauch. Zudem widmet er sich in seinen Texten der politischen Arbeit zur Anerkennung von Veteranen bzw. Einsatz- und Rettungskräften.
Mazibora fokussiert in seinen Songs vorrangig auf das Verständnis des Themas und verzichtet gern auf mehrsilbige Reime oder missachtet auch des Öfteren Flowtechnik als bewusstes Stilmittel.

## Auszeichnungen
Goldener Igel 2023 - Medienpreis Reservistenverband

## Unterstützung und Zusammenarbeit
Mazibora arbeitet mit verschiedenen Organisationen, Vereinen und Verbänden zusammen. Unter anderem sind dies: Katholische Familienstiftung (KAS), Deutscher Bundeswehrverband (DBwV), Soldaten- und Veteranen-Stiftung (SVS), Deutsche Härtefallstiftung.